# Pristimantis tamsitti
Eleutherodactylus tamsitti là một loài động vật lưỡng cư trong họ Strabomantidae, thuộc bộ Anura. Loài này được Cochran & Goin mô tả khoa học đầu tiên năm 1970.